# Manden i månen
Manden i månen (en danès, L'home a la lluna) és una pel·lícula dramàtica danesa de 1986 dirigida per Erik Clausen. a pel·lícula va ser seleccionada com a entrada danesa com a Millor pel·lícula en llengua estrangera als Premis Oscar de 1986, però no va ser acceptada com a nominada.

## Sinopsi
Un home porta setze anys a la presó després d'un emotiu assassinat de la seva dona a qui estimava molt. Ara busca crear-se una nova vida en una societat no participant on només troba calor i comunitat amb els immigrants turcs. En primer lloc, però, vol intentar arribar a un acord amb la filla que fins ara l'ha odiat.

## Repartiment
- Christina Bengtsson - Christina
- Mogens Eckert
- Stig Hoffmeyer - Tjener
- Kim Jansson
- Catherine Poul Jupont - Maria Bianca
- Marianne Mortensen com a Luder (prostituta)
- Anne Nøjgaard com a Luder (prostituta)
- Berthe Qvistgaard com a mare de Johannes
- Roy Richards com a treballador convidat africà
- Peter Thiel com a Johannes
- Erik Truxa com a ajudant de policia
- Yavuzer Çetinkaya com a treballador convidat turc

## Premis
El 1987 va rebre el Premi a la millor fotografia al XX Festival Internacional de Cinema Fantàstic de Sitges.